# Teresa Morawiec
Teresa Morawiec z domu Harasim (ur. 10 marca 1937 w Grzegorzowicach) – polska ekonomistka, posłanka na Sejm PRL VI i VII kadencji.

## Życiorys
Córka Ryszarda i Gertrudy. Z wykształcenia technik ekonomista. Pracowała na początku w Technikum Gospodarki Komunalnej w Raciborzu jako organizator Związku Młodzieży Polskiej (do którego wstąpiła w 1951), później w Studium Nauczycielskim w tym samym mieście. Od kwietnia 1961 ekonomista, potem kierownik sekcji i zastępca kierownika działu planowania inwestycji w Zakładach Chemicznych „Blachownia” w Blachowni Śląskiej. W 1969 została wybrana na sekretarza ekonomicznego Konferencji Samorządu Robotniczego. Do Polskiej Zjednoczonej Partii Robotniczej wstąpiła w latach 50., była I sekretarzem Komitetu Zakładowego partii w „Blachowni” w 1975 oraz członkiem egzekutywy Komitetu Wojewódzkiego i sekretarzem ds. organizacyjnych KW PZPR w Opolu (1975–1981). W 1972 uzyskała mandat posłanki na Sejm PRL VI kadencji z okręgu Koźle. Zasiadała w Komisjach Planu Gospodarczego, Budżetu i Finansów oraz Górnictwa, Energetyki i Chemii. W 1976 odnowiła mandat w tym samym okręgu (pod zmienioną nazwą: Kędzierzyn-Koźle). Zasiadała w Komisji Planu Gospodarczego, Budżetu i Finansów.